# Lycus loripes
Lycus loripes es una especie de escarabajo de alas de red perteneciente a la familia Lycidae. Lycus loripes es parte del género Lycus y de la familia de los escarabajos de alas rojas.

## Hábitos
Como muchas de las especies Lycus, L. loripes coexiste con otras especies en agregaciones con fines de mimetismo mülleriano basado en sus colores y la similtud con un escarabjo Cerambycidae, Elytroleptus ignitus, muy parecido pero con élitros de punta negra y que es predador del L. loripes. Potencialmente podría servir como señal para otros insectos y predadores de que son desagradables y venenosos, una adaptación conocida como aposematismo.

## Descripción
Los L. loripes miden de 10 a 13,5 milímetros (0,4 a 0,5 plg) de largo y son de color anaranjado y brillantes. La cabeza cuenta con una tribuna larga y delgada que mide aproximadamente dos veces la distancia entre los ojos. Las antenas son negras a excepción de los tres antenómeros basales. El protórax es liso y brillante en el medio. La tibia varía de completamente oscura a completamente pálida y fuertemente curvada en los machos, pero no así en las hembras. Los adultos se encuentran en arbustos como Baccharis salicifolia, Mimosas y Prosopis durante el verano en los cañones montañosos de Arizona hasta Texas.